# Mathabhanga
Mathabhanga là một thành phố và khu đô thị của quận Koch Bihar thuộc bang Tây Bengal, Ấn Độ.

## Nhân khẩu
Theo điều tra dân số năm 2001 của Ấn Độ, Mathabhanga có dân số 21.110 người. Phái nam chiếm 51% tổng số dân và phái nữ chiếm 49%. Mathabhanga có tỷ lệ 76% biết đọc biết viết, cao hơn tỷ lệ trung bình toàn quốc là 59,5%: tỷ lệ cho phái nam là 81%, và tỷ lệ cho phái nữ là 71%. Tại Mathabhanga, 11% dân số nhỏ hơn 6 tuổi.